# Olearia paucidentata
Olearia paucidentata là một loài thực vật có hoa trong họ Cúc. Loài này được (Steetz) Benth. mô tả khoa học đầu tiên năm 1867.